# ヴィルヘルム・カナリス
ヴィルヘルム・フランツ・カナリス（ドイツ語: Wilhelm Franz Canaris, 1887年1月1日 - 1945年4月9日）は、ドイツの海軍軍人。最終階級は海軍大将。国防軍情報部（アプヴェーア）部長。
ナチス党政権下におけるドイツ国の軍事諜報機関のトップとしてアドルフ・ヒトラーを補佐する一方で、ヒトラー暗殺計画を含めた反ナチス運動に関与していたことが発覚し処刑された。

## 生涯

### 生い立ち
1887年1月1日、ドイツ帝国プロイセン王国ヴェストファーレン州ドルトムント郊外のアプラーベックにカール・カナリスとアウグスタ・カナリス（旧姓：ポップ）夫妻の末子として生まれる。父カールはルール地方で鋼鉄産業に携わる裕福な実業家だった。
1892年に一家はドイツ西部のデュッセルドルフ、同じ年にデュースブルクへと移住し、カナリスもここで育った。
デュースブルクのギムナジウムに通っていた1905年4月1日に、家族の反対を押し切って士官候補生としてドイツ帝国海軍に入営した。父のカールはカナリスが陸軍の騎兵隊へ入隊することを希望していた。
カナリスはギリシア独立戦争の英雄コンスタンティノス・カナリス提督（Κανάρηςはラテン文字でKanarisまたはCanaris）提督が縁戚だと信じており、このことも海軍入営の動機となった。1910年、海軍中尉昇進。

### 第一次世界大戦

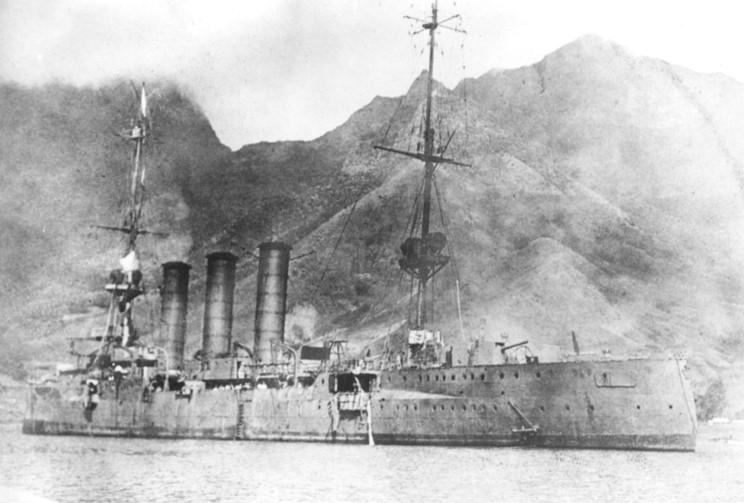
自沈する前の防護巡洋艦ドレスデン

第一次世界大戦前の1913年9月から、防護巡洋艦ドレスデン級「ドレスデン」の艦長の副官を務めていた。この立場で第一次世界大戦開戦を迎えた。
ドレスデンは、ドイツ東洋艦隊の一隻としてコロネル沖海戦でイギリス軽巡洋艦タウン級「グラスゴー」と交戦し、撃退した。その後、ドイツ東洋艦隊が壊滅したフォークランド沖海戦で唯一生き残こった艦となり、中立海域のチリへと逃れたが、1915年3月14日、チリ、ファン・フェルナンデス諸島のマス島カンバーランド湾で機関酷使により行動不能となり、本艦を発見したイギリス軽巡洋艦グラスゴーから攻撃を加えられて操舵不能に陥った。艦長はもはや自沈しかないと判断したが、それにも準備の時間が必要であり、語学に堪能なカナリス中尉をグラスゴーへ派遣して、交渉のふりをして時間を稼がせることとした。グラスゴーに入ったカナリスは「ここは中立海域であり、イギリスの攻撃は国際法違反」とグラスゴーの艦長に抗議したが、グラスゴーの艦長は交渉の余地はないことをカナリスに通達した。だが時間稼ぎは成功し、ドレスデンはこの間に自沈に成功している。
この後、カナリスはじめドレスデンの乗組員全員がチリ当局に拘束された。しかしカナリスは、1915年8月初めに収容所から脱走した。チリ人パスポートを手に入れて、南米が真冬のこの時期にアンデス山脈を越えるという危険な旅路を経て、親独国アルゼンチンに到達した。チリ人パスポートでイギリス船に乗り込み、イギリス軍の監視の目をすり抜けて中立国オランダへと逃れ、10月にはドイツのハンブルクへ戻ることに成功した。
ドイツ海軍はカナリスのこの脱走劇を高く評価し、カナリスをスパイとして一級の素材と判断した。1915年11月にカナリスは海軍大尉に昇進するとともに中立国スペインへ派遣され、ここにUボート補給基地を作る工作任務を与えられた。マドリードについたカナリスは「キーカ」なる偽名で工作を開始した。スペインの人士に様々なコネクションを作り、Uボートの秘密補給基地を作りあげた。この補給基地から出る漁船に偽装した補給船からUボートは弾薬や食糧、燃料を受け取り、活動の場を地中海西岸にも広げることが可能となった。またカナリスは連合軍船舶の正確な位置情報などをアドリア海ポーラにあるドイツ海軍Uボート基地に伝達した。なおこのスペイン滞在中に、後にスペインの独裁者となるスペイン陸軍将校フランシスコ・フランコと親しくなっている。
1916年に入ると、ドイツ海軍本部からキール軍港で魚雷艇の訓練を受けよとの命令を受けた。カナリスはドイツへ帰国するため、再度チリ人になり済まして、敵国のフランスと北イタリアを列車で通過して中立国スイスへ入ろうとしたが、スイスに入る前にイタリア警察に捕まってしまい、ジェノヴァの刑務所へ送られた。この後、スペインのマドリードに戻った（その経緯は諸説あり定かではない。脱走ともイタリアに送還されたともいわれる）。スペインからUボートでドイツへ帰国した。1917年に潜水艦隊に異動となり、大戦の後期二年はUボートに勤務した。終戦時にはUボートの艦長となっていた。
カナリスは大戦中に「マタ・ハリ」ことマルガレータ・ヘールトロイダ・ツェレとの交際があり、恋人でもあった。

### ヴァイマル共和国時代

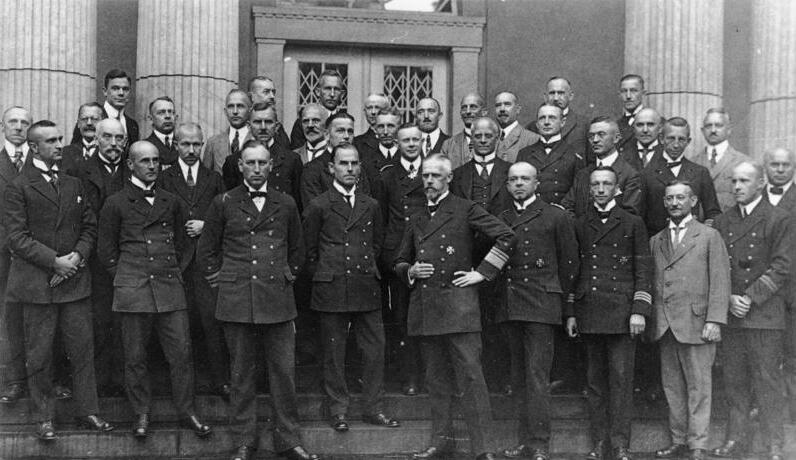
キール軍港時代のカナリス（後列左端）

カナリスは他の多くのドイツ軍人と同様、ドイツ革命とヴァイマル共和政に反対し、フライコール（義勇軍）に参加した。エアハルト海兵旅団（コンスルの前身）の指導者、ヘルマン・エアハルトと仲間と見られる。
1919年にカナリスは、ローザ・ルクセンブルクならびにカール・リープクネヒト殺害で告発された同義勇軍メンバーの軍法会議に関与した。被告の大部分は釈放され、これはカナリスの手回しによるところが大きかった。同年彼はエリカ・ヴァークと結婚した。カナリス夫妻は二人の娘をもうけた。
その後、カナリスはグスタフ・ノスケ国防相の副官の一人となったが、1920年のカップ一揆に関与したために一時逮捕された。しかし無罪となりすぐに釈放され、キール軍港へ左遷されるのみで済んだ。
カナリスは1923年にブレーメン級小型巡洋艦「ベルリン」の艦長となり、ここで海軍に入隊したばかりのラインハルト・ハイドリヒと知り合った。カナリスはハイドリヒを引き立て、海軍士官学校へと進ませた。ハイドリヒとカナリスは年齢は離れていたが、親密な交友関係を持つようになった。しかしハイドリヒは1931年に、女性問題のもつれから海軍を不名誉除隊することになる。

### ナチス政権時代

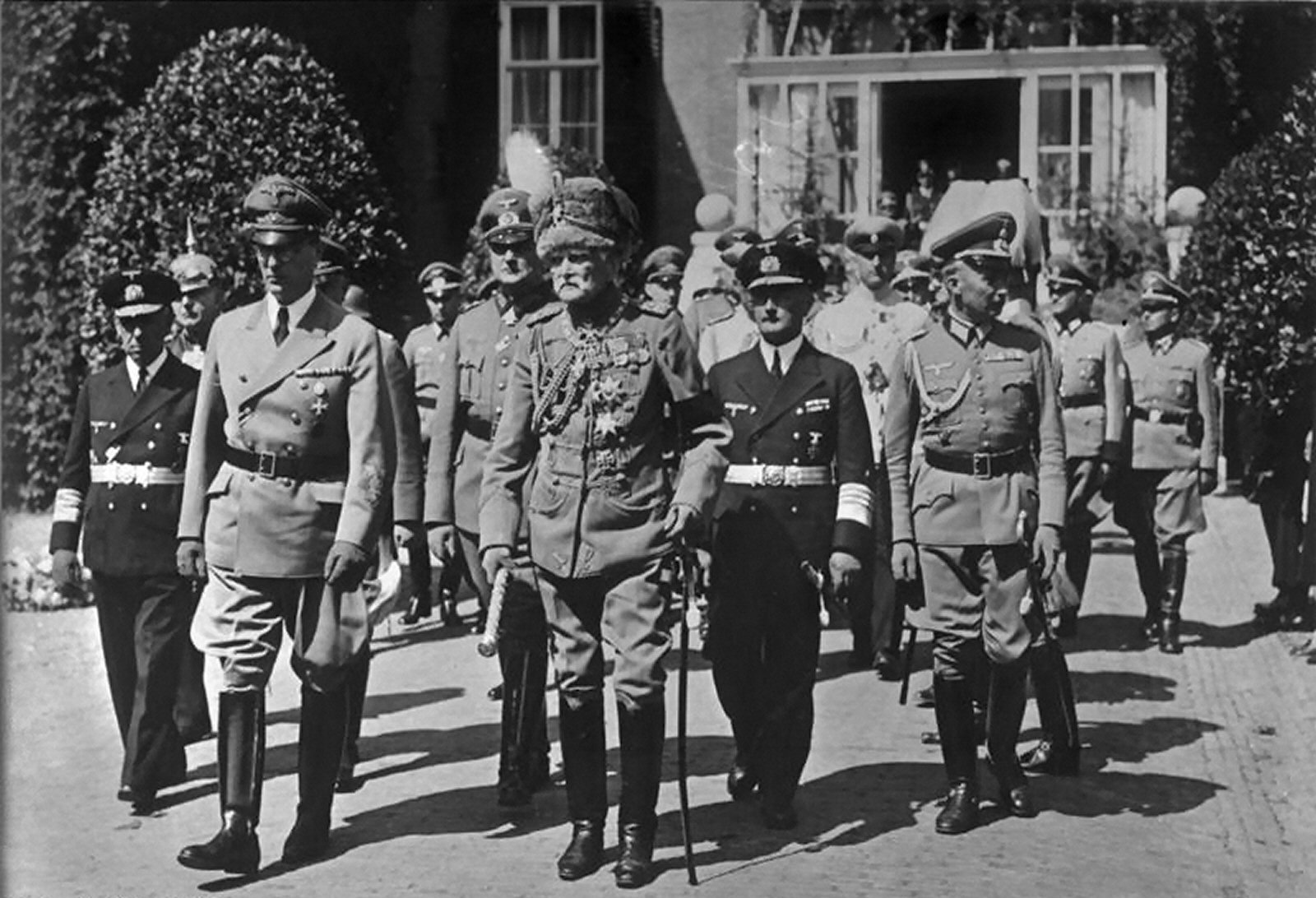
ヴィルヘルム2世の葬儀に参列するドイツ代表（左からカナリス、ザイス＝インクヴァルト、ハーゼ、マッケンゼン、デンシュ）

カナリスは1933年成立のヒトラー政権（ナチ党の権力掌握）を賛意を持って迎えた。
1934年には戦艦シュレジエンの艦長となる。
さらに1935年に、カナリスは親衛隊と対立を続けて更迭されたコンラート・パッツィヒに代わって国防軍情報部の部長に任じられた。この任命は、カナリスの第一次大戦の時のスパイとしての経歴もさることながら、カナリスがSD（親衛隊情報部）長官ラインハルト・ハイドリヒと親交関係にあったので、親衛隊やSDといたずらに対立することはないだろう、と見られたのが最大の理由であった。
ナチス時代、カナリスとハイドリヒは親交と緊張の二面的な関係を維持した。カナリス家とハイドリヒ家はベルリン郊外のシュラハテンゼーに家を並べて隣人として家族ぐるみの付き合いをした。両者は外見上は共に家庭音楽会を開き、また、ベルリンのティーアガルテンで乗馬を楽しむ等友好的な関係を結んでいたが、個人的には嫌悪と不信があった。カナリスの価値観、ナチ政権に対する反感、犯罪的手法・テロリズムの拒否感は、ドイツの二つのスパイ機関のトップのあいだの溝を深めていった。ハイドリヒとカナリスの交渉は常にヴァルター・シェレンベルクが「緩衝材」として必要になるほど緊張していたという（シェレンベルクが回顧録に書いたところによると、シェレンベルクが二人の交渉の場からいつの間にか立ち去ると、必ずハイドリヒかカナリスのどちらかが慌てて自分を捜しに来て連れ戻したという）。カナリスは日記に「ハイドリヒに心を開いて一緒に仕事をするのは、たぶん無理だろう。あいつは血も涙もない狂信者になってしまった…。」と書いている。それでも1942年のハイドリヒの葬儀ではカナリスは涙を見せている。
国防軍情報部長としてカナリスが携わった工作には、IRAの対英テロやフランコ将軍のクーデター、アラブの民族主義者によるパレスチナ、イラク、エジプトにおける反英運動の支援などがある。また1936年には、日本と対立する中華民国と友好関係にあった陸軍主流派に逆らい、日独軍事協力を推進し、駐独日本大使大島浩と共に日独防共協定を成立に導いた。1939年8月末のポーランド侵攻の口実作りのためのグライヴィッツ事件の工作に、カナリスのアプヴェーアはうまく理由をつけて参加を拒否し、グライヴィッツ事件はSDのみで実行することとなった。1937年カナリスは大本営陸軍参謀本部から派遣された陸軍大佐大越兼二と対ソ戦争についてナチスに知られること無く秘密裏に研究を行った。その結果は対ソ戦は日独ともに国を滅ぼすというものであった。また、日本の米英との戦争は国を危うくするものと結論された。日独とも平和的手段で国力を高め、諸国民の信望を集めるべきだ、というのが彼ら二人の結論であった。カナリスは日独とも平和以外に生きる道はないと信じており、ナチス党への不信をあらわにしていたのである。大越大佐は1938年転任を命じられ、日本に帰任した。

### 処刑

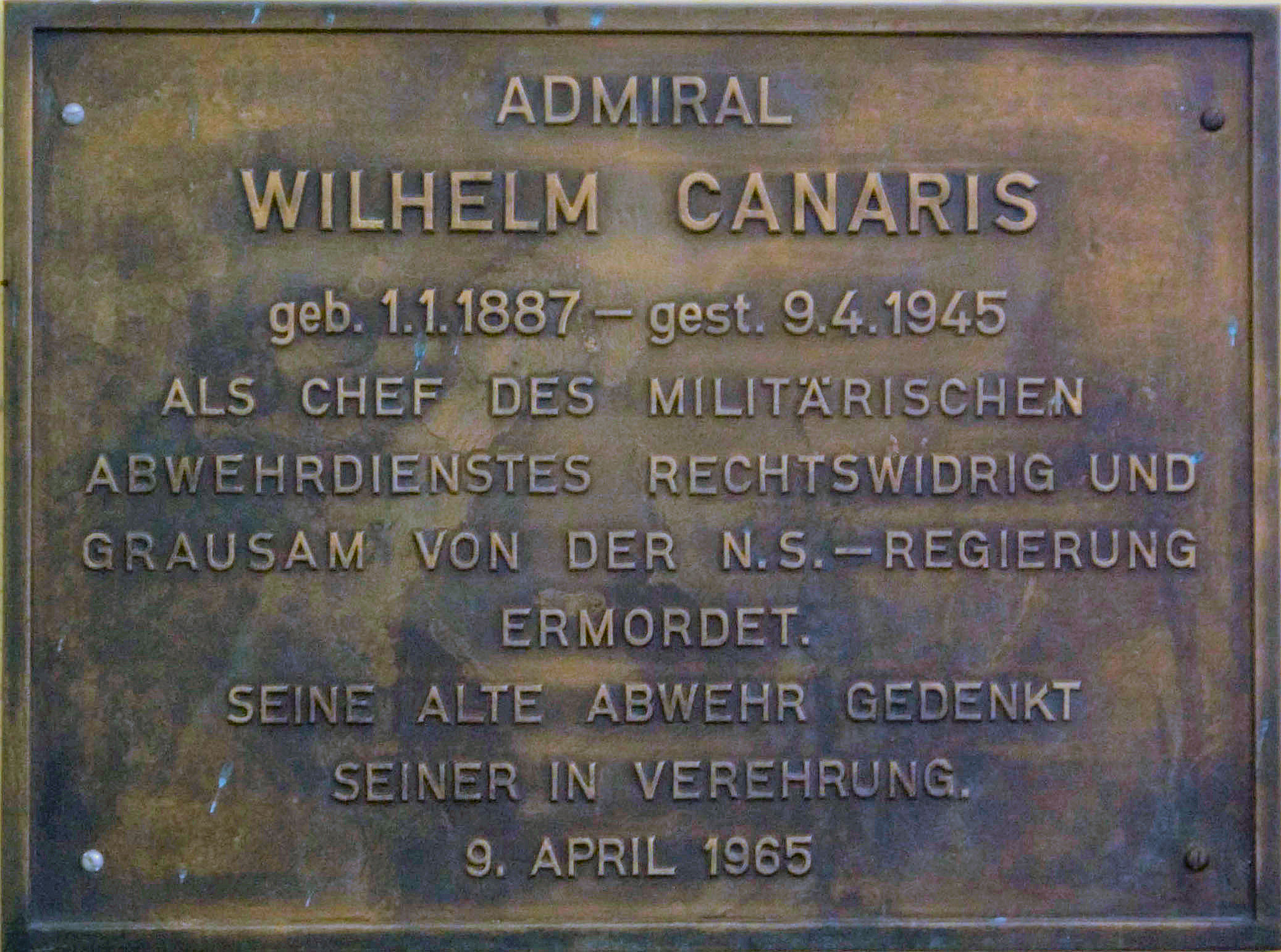
フロッセンビュルクにあるカナリスの顕彰プレート

しかし第二次世界大戦の開戦前より、カナリスにはヒトラーの戦争も辞さない外交政策に対して疑念が生じ始め、それは時と共に増大した。彼は部長として情報機関を指揮していたが、ヒトラー暗殺とクーデターを計画していた部下のハンス・オスターやハンス・フォン・ドホナーニに協力していた。
1944年2月半ば、カナリスは国防軍情報部長から解職された。同年7月20日にヒトラー暗殺未遂事件が発生するとその3日後にライバルの親衛隊情報部 (国家保安本部第VI局）のヴァルター・シェレンベルクに逮捕された。
ドイツ敗戦の直前である1945年4月に国家保安本部長のエルンスト・カルテンブルンナーは、国防軍情報部の金庫からカナリスの反逆を示す証拠文書を発見し、4月5日にこれをヒトラーに報告した。ヒトラーは即座にカナリスとその関係者の処刑を命じた。4月9日にカナリスは、ディートリヒ・ボンヘッファーやハンス・オスターとともにフロッセンビュルク強制収容所で絞首刑に処された。

## 評価
- 反ナチスの軍人として諜報活動にユダヤ人を起用したり、諜報部を使って合計で数百人のユダヤ人やラビを中立国へ脱出させるなど、ユダヤ人の救済を行なっていた。一方で、ポーランド侵攻の前段階としての破壊工作を準備し、ポーランド侵攻が成功した時には満足した様子を見せるなど、ナチスの侵攻政策に賛同しているような行動を見せたりと、その行動には謎が多い[22][23][24][25]。カナリスによって救われたユダヤ人は、カナリスを諸国民の中の正義の人に顕彰してほしいと申請したが、却下されている[22]。

- カナリスの家族は戦後1955年に『ハイデボーテ』という雑誌で裏切り者として扱われ、カナリスの妻子はしばらくの間スペインで暮らしていた（カナリスの家族はフランシスコ・フランコによって手厚く保護された）[26][27]。

- 反ヒトラー活動としては、ヒトラーがチェコスロバキアを侵略しようとした際にはヒトラー暗殺計画を立てていたことが挙げられる（ただしズデーデン割譲がなされたため、暗殺計画を思いとどまった）[17]。

- カナリスはオスターのヒトラー暗殺計画に協力しているとも、していないとも取れる姿勢を取っていた[17][23][28][29]。反ナチス、反ヒトラーの軍人としてはよくわからない行動をとっていたことが多いため、カナリスは反ナチスの英雄とは認められておらず、ドイツ連邦軍の兵舎などには彼の名前を冠した施設は存在しない[22]。

## 階級
- 1905年4月1日 少尉候補生として入営
- 1906年4月7日 見習士官（ドイツ語版）
- 1908年9月28日 海軍少尉
- 1910年8月29日 海軍中尉
- 1915年11月16日 海軍大尉
- 1924年1月1日 海軍少佐
- 1929年6月1日 海軍中佐
- 1931年10月1日 海軍大佐
- 1935年5月1日 海軍少将
- 1938年4月1日 海軍中将
- 1940年1月1日 海軍大将
- 1944年6月30日 除隊

## 栄典

### 受章
- 名誉十字章前線戦士章
- 1918年版Uボート戦闘徽章
- 一級及び二級剣付戦功十字章
- 鉄十字勲章
  - 1914年版二級鉄十字章
    - 1939年版二級鉄十字章略章

  - 1914年版一級鉄十字章
    - 1939年版一級鉄十字章略章
- ドイツ十字章銀章[18]

### 外国勲章
- 1942年9月26日 - 勲一等瑞宝章[30]

## 文献
- グイド・クノップ『ヒトラーの戦士たち 6人の将帥』原書房、2002年。
- Karl Heinz Abshagen（著）、 Canaris; 1954
- Jan Colvin（著）、 Admiral Canaris. Chef des Geheimdienstes"; München 1955
- Heinrich Fraenkel, Roger Manvell（著）、 Canaris; 1969
- Heinz Höhne（著）、 Canaris. Patriot im Zwielicht; München (C. Bertelsmann) 1976 (ISBN 3570016080)
- Michael Soltikow（著）、 Ich war mittendrin. Meine Jahre bei Canaris.; 1986
- André Brissaud（著）、 Canaris. 1887-1945; Frankfurt 1990
- Michael Mueller（著）、 Canaris, Berlin:Propyläen 2006, ISBN 3549072023
- 大越兼二、丸エキストラ版NO.109, P66-72,Tokyo 1986

## 映画
- 『誰が祖国を売ったか!』ドイツ映画、アルフレート・ヴァイデマン監督、1955年、原題：Canaris、DVD邦題『誰が祖国を売ったか?』。演：O・E・ハッセ
- 『さすらいの航海』イギリス映画、スチュアート・ローゼンバーグ監督、1976年、原題：Voyage of the Damned。演：デンホルム・エリオット
- 『鷲は舞いおりた』イギリス映画、ジョン・スタージェス監督、1976年、原題：The Eagle Has Landed。演：アンソニー・クエイル